# Généalogie de la famille van Loo
Cette page explique l’histoire ou répertorie les différents membres de la famille Van Loo.
L'arbre généalogique ci-dessous reconstitue la lignée des Van Loo, célèbre famille de peintres originaires des Pays-Bas, active du XVIe au XXe siècle.

## Généalogie de la famille Van Loo
Les lignes pleines confirment la parenté. Celles en pointillé, les rapports de parenté indéfinie, à compléter si possible. Les cases couleur foncée indiquent le statut d'Artiste peintre, sculpteur, graveur, dessinateur, de couleur claire, indiquent les épouses et autres.
|  |  |  |  |  |  |  |  |  |  |                                               |                                               |                                               |                                               |                                               |                                               |                           |                           |                                                   |                                                   |                                                   |                                                   |                                                                       |                                                                       |                                                                       |                                                                       |                                                                       |                                                                       |                                        |                                        |                                                                   |                                                                   |                                                                   |                                                                   |                                                                   |                                                                   |                                             |                                             | Origine probable mais non avérée Recherches en cours |                                             |                                           |                                           |                                           |                                           |        |        |        |        |  |  |                                                                    |                                                 |                                                 |                                                 |                                                 |                                                 |  |  |  |  |                                       |                                       |                                       |                                       |                                       |                                       |  |  |  |  |  |  |  |  |  |  |  |  |  |  |  |  |  |  |  |  |
|  |  |  |  |  |  |  |  |  |  |                                               |                                               |                                               |                                               |                                               |                                               |                           |                           |                                                   |                                                   |                                                   |                                                   |                                                                       |                                                                       |                                                                       |                                                                       |                                                                       |                                                                       |                                        |                                        |                                                                   |                                                                   |                                                                   |                                                                   |                                                                   |                                                                   |                                             |                                             |                                                      |                                             |                                           |                                           |                                           |                                           |        |        |        |        |  |  |                                                                    |                                                 |                                                 |                                                 |                                                 |                                                 |  |  |  |  |                                       |                                       |                                       |                                       |                                       |                                       |  |  |  |  |  |  |  |  |  |  |  |  |  |  |  |  |  |  |  |  |
|  |  |  |  |  |  |  |  |  |  |                                               |                                               |                                               |                                               |                                               |                                               |                           |                           |                                                   |                                                   |                                                   |                                                   |                                                                       |                                                                       |                                                                       |                                                                       |                                                                       |                                                                       |                                        |                                        |                                                                   |                                                                   |                                                                   |                                                                   |                                                                   |                                                                   |                                             |                                             |                                                      |                                             |                                           |                                           |                                           |                                           |        |        |        |        |  |  |                                                                    |                                                 |                                                 |                                                 |                                                 |                                                 |  |  |  |  |                                       |                                       |                                       |                                       |                                       |                                       |  |  |  |  |  |  |  |  |  |  |  |  |  |  |  |  |  |  |  |  |
|  |  |  |  |  |  |  |  |  |  |                                               |                                               |                                               |                                               | Épouse                                        | Épouse                                        | Épouse                    | Épouse                    | Épouse                                            | Épouse                                            |                                                   |                                                   |                                                                       |                                                                       |                                                                       |                                                                       |                                                                       |                                                                       |                                        |                                        | Charles van Loo XVIe siècle Activité inconnue père de Jan Van Loo | Charles van Loo XVIe siècle Activité inconnue père de Jan Van Loo | Charles van Loo XVIe siècle Activité inconnue père de Jan Van Loo | Charles van Loo XVIe siècle Activité inconnue père de Jan Van Loo | Charles van Loo XVIe siècle Activité inconnue père de Jan Van Loo | Charles van Loo XVIe siècle Activité inconnue père de Jan Van Loo |                                             |                                             |                                                      |                                             |                                           |                                           |                                           |                                           |        |        |        |        |  |  | Pierre van Loo XVIe siècle Sculpteur                               | Pierre van Loo XVIe siècle Sculpteur            | Pierre van Loo XVIe siècle Sculpteur            | Pierre van Loo XVIe siècle Sculpteur            | Pierre van Loo XVIe siècle Sculpteur            | Pierre van Loo XVIe siècle Sculpteur            |  |  |  |  | Arnould van Loo XVIe siècle Sculpteur | Arnould van Loo XVIe siècle Sculpteur | Arnould van Loo XVIe siècle Sculpteur | Arnould van Loo XVIe siècle Sculpteur | Arnould van Loo XVIe siècle Sculpteur | Arnould van Loo XVIe siècle Sculpteur |  |  |  |  |  |  |  |  |  |  |  |  |  |  |  |  |  |  |  |  |
|  |  |  |  |  |  |  |  |  |  |                                               |                                               |                                               |                                               | Épouse                                        | Épouse                                        | Épouse                    | Épouse                    | Épouse                                            | Épouse                                            |                                                   |                                                   |                                                                       |                                                                       |                                                                       |                                                                       |                                                                       |                                                                       |                                        |                                        | Charles van Loo XVIe siècle Activité inconnue père de Jan Van Loo | Charles van Loo XVIe siècle Activité inconnue père de Jan Van Loo | Charles van Loo XVIe siècle Activité inconnue père de Jan Van Loo | Charles van Loo XVIe siècle Activité inconnue père de Jan Van Loo | Charles van Loo XVIe siècle Activité inconnue père de Jan Van Loo | Charles van Loo XVIe siècle Activité inconnue père de Jan Van Loo |                                             |                                             |                                                      |                                             |                                           |                                           |                                           |                                           |        |        |        |        |  |  | Pierre van Loo XVIe siècle Sculpteur                               | Pierre van Loo XVIe siècle Sculpteur            | Pierre van Loo XVIe siècle Sculpteur            | Pierre van Loo XVIe siècle Sculpteur            | Pierre van Loo XVIe siècle Sculpteur            | Pierre van Loo XVIe siècle Sculpteur            |  |  |  |  | Arnould van Loo XVIe siècle Sculpteur | Arnould van Loo XVIe siècle Sculpteur | Arnould van Loo XVIe siècle Sculpteur | Arnould van Loo XVIe siècle Sculpteur | Arnould van Loo XVIe siècle Sculpteur | Arnould van Loo XVIe siècle Sculpteur |  |  |  |  |  |  |  |  |  |  |  |  |  |  |  |  |  |  |  |  |
|  |  |  |  |  |  |  |  |  |  |                                               |                                               |                                               |                                               |                                               |                                               |                           |                           |                                                   |                                                   |                                                   |                                                   |                                                                       |                                                                       |                                                                       |                                                                       |                                                                       |                                                                       |                                        |                                        |                                                                   |                                                                   |                                                                   |                                                                   |                                                                   |                                                                   |                                             |                                             |                                                      |                                             |                                           |                                           |                                           |                                           |        |        |        |        |  |  |                                                                    |                                                 |                                                 |                                                 |                                                 |                                                 |  |  |  |  |                                       |                                       |                                       |                                       |                                       |                                       |  |  |  |  |  |  |  |  |  |  |  |  |  |  |  |  |  |  |  |  |
|  |  |  |  |  |  |  |  |  |  |                                               |                                               |                                               |                                               |                                               |                                               |                           |                           |                                                   |                                                   |                                                   |                                                   | Jan van Loo ou Johannes van Loo Né vers 1585 Peintre                  | Jan van Loo ou Johannes van Loo Né vers 1585 Peintre                  | Jan van Loo ou Johannes van Loo Né vers 1585 Peintre                  | Jan van Loo ou Johannes van Loo Né vers 1585 Peintre                  | Jan van Loo ou Johannes van Loo Né vers 1585 Peintre                  | Jan van Loo ou Johannes van Loo Né vers 1585 Peintre                  |                                        |                                        |                                                                   |                                                                   |                                                                   |                                                                   |                                                                   |                                                                   |                                             |                                             |                                                      |                                             |                                           |                                           |                                           |                                           |        |        |        |        |  |  | François van Loo Mort après 1654 Sculpteur                         | François van Loo Mort après 1654 Sculpteur      | François van Loo Mort après 1654 Sculpteur      | François van Loo Mort après 1654 Sculpteur      | François van Loo Mort après 1654 Sculpteur      | François van Loo Mort après 1654 Sculpteur      |  |  |  |  |                                       |                                       |                                       |                                       |                                       |                                       |  |  |  |  |  |  |  |  |  |  |  |  |  |  |  |  |  |  |  |  |
|  |  |  |  |  |  |  |  |  |  |                                               |                                               |                                               |                                               |                                               |                                               |                           |                           |                                                   |                                                   |                                                   |                                                   | Jan van Loo ou Johannes van Loo Né vers 1585 Peintre                  | Jan van Loo ou Johannes van Loo Né vers 1585 Peintre                  | Jan van Loo ou Johannes van Loo Né vers 1585 Peintre                  | Jan van Loo ou Johannes van Loo Né vers 1585 Peintre                  | Jan van Loo ou Johannes van Loo Né vers 1585 Peintre                  | Jan van Loo ou Johannes van Loo Né vers 1585 Peintre                  |                                        |                                        |                                                                   |                                                                   |                                                                   |                                                                   |                                                                   |                                                                   |                                             |                                             |                                                      |                                             |                                           |                                           |                                           |                                           |        |        |        |        |  |  | François van Loo Mort après 1654 Sculpteur                         | François van Loo Mort après 1654 Sculpteur      | François van Loo Mort après 1654 Sculpteur      | François van Loo Mort après 1654 Sculpteur      | François van Loo Mort après 1654 Sculpteur      | François van Loo Mort après 1654 Sculpteur      |  |  |  |  |                                       |                                       |                                       |                                       |                                       |                                       |  |  |  |  |  |  |  |  |  |  |  |  |  |  |  |  |  |  |  |  |
|  |  |  |  |  |  |  |  |  |  |                                               |                                               |                                               |                                               |                                               |                                               |                           |                           |                                                   |                                                   |                                                   |                                                   | Jacob van Loo Né vers 1614 Mort en 1670 Fils de Jan Van Loo           | Jacob van Loo Né vers 1614 Mort en 1670 Fils de Jan Van Loo           | Jacob van Loo Né vers 1614 Mort en 1670 Fils de Jan Van Loo           | Jacob van Loo Né vers 1614 Mort en 1670 Fils de Jan Van Loo           | Jacob van Loo Né vers 1614 Mort en 1670 Fils de Jan Van Loo           | Jacob van Loo Né vers 1614 Mort en 1670 Fils de Jan Van Loo           |                                        |                                        |                                                                   |                                                                   |                                                                   |                                                                   |                                                                   |                                                                   |                                             |                                             |                                                      |                                             |                                           |                                           |                                           |                                           |        |        |        |        |  |  | Florimond van Loo 1823-? Lithographe                               | Florimond van Loo 1823-? Lithographe            | Florimond van Loo 1823-? Lithographe            | Florimond van Loo 1823-? Lithographe            | Florimond van Loo 1823-? Lithographe            | Florimond van Loo 1823-? Lithographe            |  |  |  |  |                                       |                                       |                                       |                                       |                                       |                                       |  |  |  |  |  |  |  |  |  |  |  |  |  |  |  |  |  |  |  |  |
|  |  |  |  |  |  |  |  |  |  |                                               |                                               |                                               |                                               |                                               |                                               |                           |                           |                                                   |                                                   |                                                   |                                                   | Jacob van Loo Né vers 1614 Mort en 1670 Fils de Jan Van Loo           | Jacob van Loo Né vers 1614 Mort en 1670 Fils de Jan Van Loo           | Jacob van Loo Né vers 1614 Mort en 1670 Fils de Jan Van Loo           | Jacob van Loo Né vers 1614 Mort en 1670 Fils de Jan Van Loo           | Jacob van Loo Né vers 1614 Mort en 1670 Fils de Jan Van Loo           | Jacob van Loo Né vers 1614 Mort en 1670 Fils de Jan Van Loo           |                                        |                                        |                                                                   |                                                                   |                                                                   |                                                                   |                                                                   |                                                                   |                                             |                                             |                                                      |                                             |                                           |                                           |                                           |                                           |        |        |        |        |  |  | Florimond van Loo 1823-? Lithographe                               | Florimond van Loo 1823-? Lithographe            | Florimond van Loo 1823-? Lithographe            | Florimond van Loo 1823-? Lithographe            | Florimond van Loo 1823-? Lithographe            | Florimond van Loo 1823-? Lithographe            |  |  |  |  |                                       |                                       |                                       |                                       |                                       |                                       |  |  |  |  |  |  |  |  |  |  |  |  |  |  |  |  |  |  |  |  |
|  |  |  |  |  |  |  |  |  |  |                                               |                                               |                                               |                                               |                                               |                                               |                           |                           |                                                   |                                                   |                                                   |                                                   | Louis-Abraham van Loo Né vers 1656 Mort en 1712 Fils de Jacob Van Loo | Louis-Abraham van Loo Né vers 1656 Mort en 1712 Fils de Jacob Van Loo | Louis-Abraham van Loo Né vers 1656 Mort en 1712 Fils de Jacob Van Loo | Louis-Abraham van Loo Né vers 1656 Mort en 1712 Fils de Jacob Van Loo | Louis-Abraham van Loo Né vers 1656 Mort en 1712 Fils de Jacob Van Loo | Louis-Abraham van Loo Né vers 1656 Mort en 1712 Fils de Jacob Van Loo |                                        |                                        |                                                                   |                                                                   |                                                                   |                                                                   |                                                                   |                                                                   |                                             |                                             |                                                      |                                             |                                           |                                           |                                           |                                           |        |        |        |        |  |  | Ernest van Loo 1824-1860 Peintre                                   | Ernest van Loo 1824-1860 Peintre                | Ernest van Loo 1824-1860 Peintre                | Ernest van Loo 1824-1860 Peintre                | Ernest van Loo 1824-1860 Peintre                | Ernest van Loo 1824-1860 Peintre                |  |  |  |  |                                       |                                       |                                       |                                       |                                       |                                       |  |  |  |  |  |  |  |  |  |  |  |  |  |  |  |  |  |  |  |  |
|  |  |  |  |  |  |  |  |  |  |                                               |                                               |                                               |                                               |                                               |                                               |                           |                           |                                                   |                                                   |                                                   |                                                   | Louis-Abraham van Loo Né vers 1656 Mort en 1712 Fils de Jacob Van Loo | Louis-Abraham van Loo Né vers 1656 Mort en 1712 Fils de Jacob Van Loo | Louis-Abraham van Loo Né vers 1656 Mort en 1712 Fils de Jacob Van Loo | Louis-Abraham van Loo Né vers 1656 Mort en 1712 Fils de Jacob Van Loo | Louis-Abraham van Loo Né vers 1656 Mort en 1712 Fils de Jacob Van Loo | Louis-Abraham van Loo Né vers 1656 Mort en 1712 Fils de Jacob Van Loo |                                        |                                        |                                                                   |                                                                   |                                                                   |                                                                   |                                                                   |                                                                   |                                             |                                             |                                                      |                                             |                                           |                                           |                                           |                                           |        |        |        |        |  |  | Ernest van Loo 1824-1860 Peintre                                   | Ernest van Loo 1824-1860 Peintre                | Ernest van Loo 1824-1860 Peintre                | Ernest van Loo 1824-1860 Peintre                | Ernest van Loo 1824-1860 Peintre                | Ernest van Loo 1824-1860 Peintre                |  |  |  |  |                                       |                                       |                                       |                                       |                                       |                                       |  |  |  |  |  |  |  |  |  |  |  |  |  |  |  |  |  |  |  |  |
|  |  |  |  |  |  |  |  |  |  |                                               |                                               |                                               |                                               |                                               |                                               |                           |                           |                                                   |                                                   |                                                   |                                                   |                                                                       |                                                                       |                                                                       |                                                                       |                                                                       |                                                                       |                                        |                                        |                                                                   |                                                                   |                                                                   |                                                                   |                                                                   |                                                                   |                                             |                                             |                                                      |                                             |                                           |                                           |                                           |                                           |        |        |        |        |  |  |                                                                    |                                                 |                                                 |                                                 |                                                 |                                                 |  |  |  |  |                                       |                                       |                                       |                                       |                                       |                                       |  |  |  |  |  |  |  |  |  |  |  |  |  |  |  |  |  |  |  |  |
|  |  |  |  |  |  |  |  |  |  |                                               |                                               |                                               |                                               | Marguerite le Brun épouse                     | Marguerite le Brun épouse                     | Marguerite le Brun épouse | Marguerite le Brun épouse | Marguerite le Brun épouse                         | Marguerite le Brun épouse                         |                                                   |                                                   | Jean Baptiste van Loo 1684-1745 Fils de Louis Van Loo                 | Jean Baptiste van Loo 1684-1745 Fils de Louis Van Loo                 | Jean Baptiste van Loo 1684-1745 Fils de Louis Van Loo                 | Jean Baptiste van Loo 1684-1745 Fils de Louis Van Loo                 | Jean Baptiste van Loo 1684-1745 Fils de Louis Van Loo                 | Jean Baptiste van Loo 1684-1745 Fils de Louis Van Loo                 |                                        |                                        | Joseph van ou Vanloo Né après 1684 Graveur                        | Joseph van ou Vanloo Né après 1684 Graveur                        | Joseph van ou Vanloo Né après 1684 Graveur                        | Joseph van ou Vanloo Né après 1684 Graveur                        | Joseph van ou Vanloo Né après 1684 Graveur                        | Joseph van ou Vanloo Né après 1684 Graveur                        |                                             |                                             | Charles André dit Carle van Loo 1705-1765            | Charles André dit Carle van Loo 1705-1765   | Charles André dit Carle van Loo 1705-1765 | Charles André dit Carle van Loo 1705-1765 | Charles André dit Carle van Loo 1705-1765 | Charles André dit Carle van Loo 1705-1765 |        |        |        |        |  |  | Sophie Adèle van Loo 1827-1869 Dessinatrice                        | Sophie Adèle van Loo 1827-1869 Dessinatrice     | Sophie Adèle van Loo 1827-1869 Dessinatrice     | Sophie Adèle van Loo 1827-1869 Dessinatrice     | Sophie Adèle van Loo 1827-1869 Dessinatrice     | Sophie Adèle van Loo 1827-1869 Dessinatrice     |  |  |  |  |                                       |                                       |                                       |                                       |                                       |                                       |  |  |  |  |  |  |  |  |  |  |  |  |  |  |  |  |  |  |  |  |
|  |  |  |  |  |  |  |  |  |  |                                               |                                               |                                               |                                               | Marguerite le Brun épouse                     | Marguerite le Brun épouse                     | Marguerite le Brun épouse | Marguerite le Brun épouse | Marguerite le Brun épouse                         | Marguerite le Brun épouse                         |                                                   |                                                   | Jean Baptiste van Loo 1684-1745 Fils de Louis Van Loo                 | Jean Baptiste van Loo 1684-1745 Fils de Louis Van Loo                 | Jean Baptiste van Loo 1684-1745 Fils de Louis Van Loo                 | Jean Baptiste van Loo 1684-1745 Fils de Louis Van Loo                 | Jean Baptiste van Loo 1684-1745 Fils de Louis Van Loo                 | Jean Baptiste van Loo 1684-1745 Fils de Louis Van Loo                 |                                        |                                        | Joseph van ou Vanloo Né après 1684 Graveur                        | Joseph van ou Vanloo Né après 1684 Graveur                        | Joseph van ou Vanloo Né après 1684 Graveur                        | Joseph van ou Vanloo Né après 1684 Graveur                        | Joseph van ou Vanloo Né après 1684 Graveur                        | Joseph van ou Vanloo Né après 1684 Graveur                        |                                             |                                             | Charles André dit Carle van Loo 1705-1765            | Charles André dit Carle van Loo 1705-1765   | Charles André dit Carle van Loo 1705-1765 | Charles André dit Carle van Loo 1705-1765 | Charles André dit Carle van Loo 1705-1765 | Charles André dit Carle van Loo 1705-1765 |        |        |        |        |  |  | Sophie Adèle van Loo 1827-1869 Dessinatrice                        | Sophie Adèle van Loo 1827-1869 Dessinatrice     | Sophie Adèle van Loo 1827-1869 Dessinatrice     | Sophie Adèle van Loo 1827-1869 Dessinatrice     | Sophie Adèle van Loo 1827-1869 Dessinatrice     | Sophie Adèle van Loo 1827-1869 Dessinatrice     |  |  |  |  |                                       |                                       |                                       |                                       |                                       |                                       |  |  |  |  |  |  |  |  |  |  |  |  |  |  |  |  |  |  |  |  |
|  |  |  |  |  |  |  |  |  |  |                                               |                                               |                                               |                                               |                                               |                                               |                           |                           |                                                   |                                                   |                                                   |                                                   |                                                                       |                                                                       |                                                                       |                                                                       |                                                                       |                                                                       |                                        |                                        |                                                                   |                                                                   |                                                                   |                                                                   |                                                                   |                                                                   |                                             |                                             |                                                      |                                             |                                           |                                           |                                           |                                           |        |        |        |        |  |  |                                                                    |                                                 |                                                 |                                                 |                                                 |                                                 |  |  |  |  |                                       |                                       |                                       |                                       |                                       |                                       |  |  |  |  |  |  |  |  |  |  |  |  |  |  |  |  |  |  |  |  |
|  |  |  |  |  |  |  |  |  |  |                                               |                                               |                                               |                                               |                                               |                                               |                           |                           |                                                   |                                                   |                                                   |                                                   |                                                                       |                                                                       |                                                                       |                                                                       |                                                                       |                                                                       |                                        |                                        |                                                                   |                                                                   |                                                                   |                                                                   |                                                                   |                                                                   |                                             |                                             |                                                      |                                             |                                           |                                           |                                           |                                           |        |        |        |        |  |  |                                                                    |                                                 |                                                 |                                                 |                                                 |                                                 |  |  |  |  |                                       |                                       |                                       |                                       |                                       |                                       |  |  |  |  |  |  |  |  |  |  |  |  |  |  |  |  |  |  |  |  |
|  |  |  |  |  |  |  |  |  |  | François van Loo ou van Lou 1708-1732 peintre | François van Loo ou van Lou 1708-1732 peintre | François van Loo ou van Lou 1708-1732 peintre | François van Loo ou van Lou 1708-1732 peintre | François van Loo ou van Lou 1708-1732 peintre | François van Loo ou van Lou 1708-1732 peintre |                           |                           | Charles Amédée Philippe van Loo 1719-1795 Peintre | Charles Amédée Philippe van Loo 1719-1795 Peintre | Charles Amédée Philippe van Loo 1719-1795 Peintre | Charles Amédée Philippe van Loo 1719-1795 Peintre | Charles Amédée Philippe van Loo 1719-1795 Peintre                     | Charles Amédée Philippe van Loo 1719-1795 Peintre                     |                                                                       |                                                                       | Louis-Michel van Loo 1707-1771 Peintre                                | Louis-Michel van Loo 1707-1771 Peintre                                | Louis-Michel van Loo 1707-1771 Peintre | Louis-Michel van Loo 1707-1771 Peintre | Louis-Michel van Loo 1707-1771 Peintre                            | Louis-Michel van Loo 1707-1771 Peintre                            |                                                                   |                                                                   | Jules César Denis Van Loo 1743-1821 Peintre                       | Jules César Denis Van Loo 1743-1821 Peintre                       | Jules César Denis Van Loo 1743-1821 Peintre | Jules César Denis Van Loo 1743-1821 Peintre | Jules César Denis Van Loo 1743-1821 Peintre          | Jules César Denis Van Loo 1743-1821 Peintre |                                           |                                           |                                           |                                           |        |        |        |        |  |  | Fritz van Loo 1871-1957 Peintre                                    | Fritz van Loo 1871-1957 Peintre                 | Fritz van Loo 1871-1957 Peintre                 | Fritz van Loo 1871-1957 Peintre                 | Fritz van Loo 1871-1957 Peintre                 | Fritz van Loo 1871-1957 Peintre                 |  |  |  |  |                                       |                                       |                                       |                                       |                                       |                                       |  |  |  |  |  |  |  |  |  |  |  |  |  |  |  |  |  |  |  |  |
|  |  |  |  |  |  |  |  |  |  | François van Loo ou van Lou 1708-1732 peintre | François van Loo ou van Lou 1708-1732 peintre | François van Loo ou van Lou 1708-1732 peintre | François van Loo ou van Lou 1708-1732 peintre | François van Loo ou van Lou 1708-1732 peintre | François van Loo ou van Lou 1708-1732 peintre |                           |                           | Charles Amédée Philippe van Loo 1719-1795 Peintre | Charles Amédée Philippe van Loo 1719-1795 Peintre | Charles Amédée Philippe van Loo 1719-1795 Peintre | Charles Amédée Philippe van Loo 1719-1795 Peintre | Charles Amédée Philippe van Loo 1719-1795 Peintre                     | Charles Amédée Philippe van Loo 1719-1795 Peintre                     |                                                                       |                                                                       | Louis-Michel van Loo 1707-1771 Peintre                                | Louis-Michel van Loo 1707-1771 Peintre                                | Louis-Michel van Loo 1707-1771 Peintre | Louis-Michel van Loo 1707-1771 Peintre | Louis-Michel van Loo 1707-1771 Peintre                            | Louis-Michel van Loo 1707-1771 Peintre                            |                                                                   |                                                                   | Jules César Denis Van Loo 1743-1821 Peintre                       | Jules César Denis Van Loo 1743-1821 Peintre                       | Jules César Denis Van Loo 1743-1821 Peintre | Jules César Denis Van Loo 1743-1821 Peintre | Jules César Denis Van Loo 1743-1821 Peintre          | Jules César Denis Van Loo 1743-1821 Peintre |                                           |                                           |                                           |                                           |        |        |        |        |  |  | Fritz van Loo 1871-1957 Peintre                                    | Fritz van Loo 1871-1957 Peintre                 | Fritz van Loo 1871-1957 Peintre                 | Fritz van Loo 1871-1957 Peintre                 | Fritz van Loo 1871-1957 Peintre                 | Fritz van Loo 1871-1957 Peintre                 |  |  |  |  |                                       |                                       |                                       |                                       |                                       |                                       |  |  |  |  |  |  |  |  |  |  |  |  |  |  |  |  |  |  |  |  |

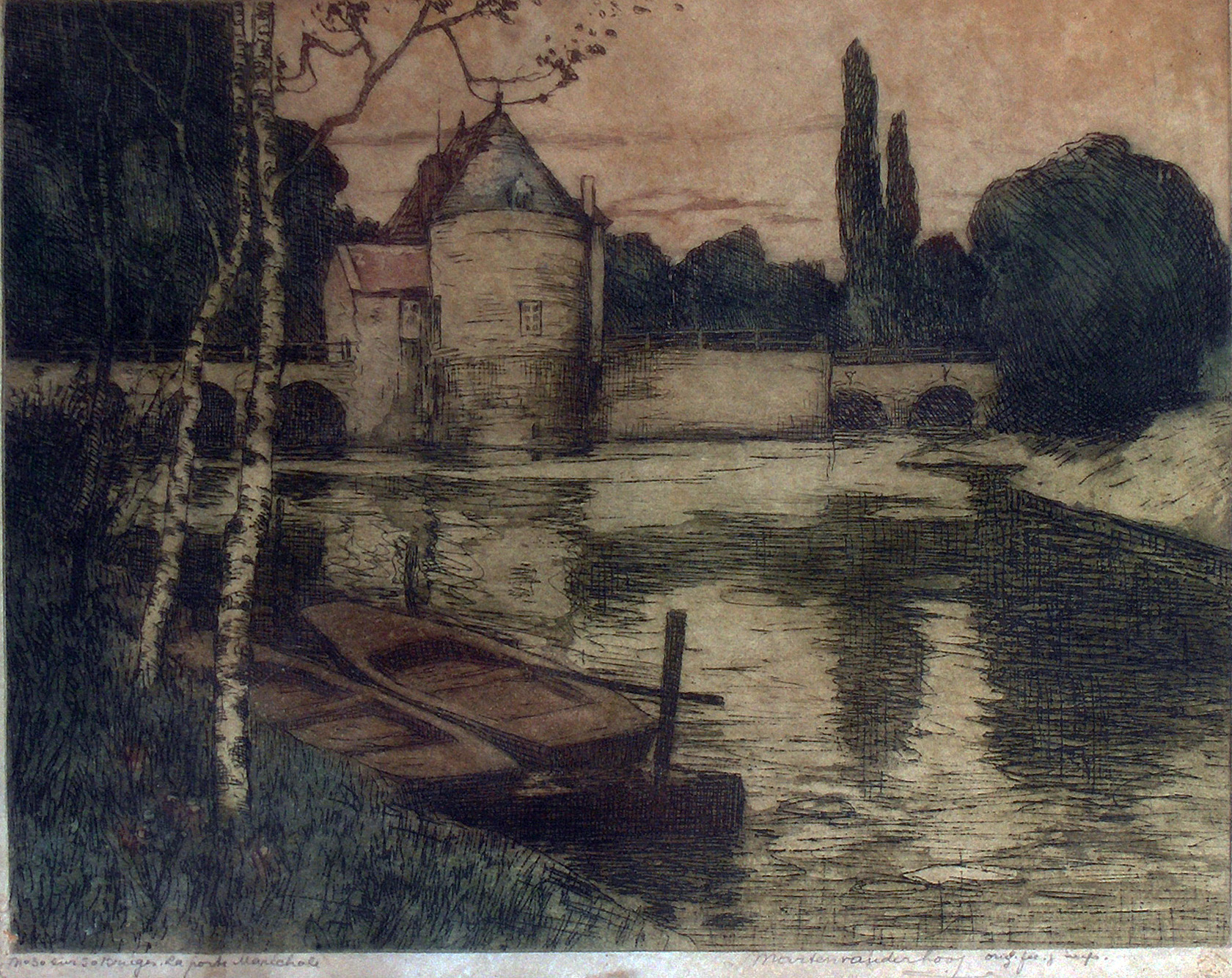

|  |  |  |  |  |  |  |  |  |  |                                               |                                               |                                               |                                               |                                               |                                               |                           |                           | Louis-Amédée van Loo                              | Louis-Amédée van Loo                              | Louis-Amédée van Loo                              | Louis-Amédée van Loo                              | Louis-Amédée van Loo                                                  | Louis-Amédée van Loo                                                  |                                                                       |                                                                       |                                                                       |                                                                       |                                        |                                        |                                                                   |                                                                   |                                                                   |                                                                   |                                                                   |                                                                   |                                             |                                             |                                                      |                                             |                                           |                                           | Épouse                                    | Épouse                                    | Épouse | Épouse | Épouse | Épouse |  |  | Marten Van der Loo ou Martien 1880-1920 Peintre                    | Marten Van der Loo ou Martien 1880-1920 Peintre | Marten Van der Loo ou Martien 1880-1920 Peintre | Marten Van der Loo ou Martien 1880-1920 Peintre | Marten Van der Loo ou Martien 1880-1920 Peintre | Marten Van der Loo ou Martien 1880-1920 Peintre |  |  |  |  |                                       |                                       |                                       |                                       |                                       |                                       |  |  |  |  |  |  |  |  |  |  |  |  |  |  |  |  |  |  |  |  |
|  |  |  |  |  |  |  |  |  |  |                                               |                                               |                                               |                                               |                                               |                                               |                           |                           | Louis-Amédée van Loo                              | Louis-Amédée van Loo                              | Louis-Amédée van Loo                              | Louis-Amédée van Loo                              | Louis-Amédée van Loo                                                  | Louis-Amédée van Loo                                                  |                                                                       |                                                                       |                                                                       |                                                                       |                                        |                                        |                                                                   |                                                                   |                                                                   |                                                                   |                                                                   |                                                                   |                                             |                                             |                                                      |                                             |                                           |                                           | Épouse                                    | Épouse                                    | Épouse | Épouse | Épouse | Épouse |  |  | Marten Van der Loo ou Martien 1880-1920 Peintre                    | Marten Van der Loo ou Martien 1880-1920 Peintre | Marten Van der Loo ou Martien 1880-1920 Peintre | Marten Van der Loo ou Martien 1880-1920 Peintre | Marten Van der Loo ou Martien 1880-1920 Peintre | Marten Van der Loo ou Martien 1880-1920 Peintre |  |  |  |  |                                       |                                       |                                       |                                       |                                       |                                       |  |  |  |  |  |  |  |  |  |  |  |  |  |  |  |  |  |  |  |  |
|  |  |  |  |  |  |  |  |  |  |                                               |                                               |                                               |                                               |                                               |                                               |                           |                           |                                                   |                                                   |                                                   |                                                   |                                                                       |                                                                       |                                                                       |                                                                       |                                                                       |                                                                       |                                        |                                        |                                                                   |                                                                   |                                                                   |                                                                   |                                                                   |                                                                   |                                             |                                             |                                                      |                                             |                                           |                                           |                                           |                                           |        |        |        |        |  |  |                                                                    |                                                 |                                                 |                                                 |                                                 |                                                 |  |  |  |  |                                       |                                       |                                       |                                       |                                       |                                       |  |  |  |  |  |  |  |  |  |  |  |  |  |  |  |  |  |  |  |  |
|  |  |  |  |  |  |  |  |  |  |                                               |                                               |                                               |                                               |                                               |                                               |                           |                           |                                                   |                                                   |                                                   |                                                   |                                                                       |                                                                       |                                                                       |                                                                       |                                                                       |                                                                       |                                        |                                        |                                                                   |                                                                   |                                                                   |                                                                   |                                                                   |                                                                   |                                             |                                             |                                                      |                                             |                                           |                                           |                                           |                                           |        |        |        |        |  |  |                                                                    |                                                 |                                                 |                                                 |                                                 |                                                 |  |  |  |  |                                       |                                       |                                       |                                       |                                       |                                       |  |  |  |  |  |  |  |  |  |  |  |  |  |  |  |  |  |  |  |  |
|  |  |  |  |  |  |  |  |  |  |                                               |                                               |                                               |                                               |                                               |                                               |                           |                           |                                                   |                                                   |                                                   |                                                   |                                                                       |                                                                       |                                                                       |                                                                       |                                                                       |                                                                       |                                        |                                        |                                                                   |                                                                   |                                                                   |                                                                   |                                                                   |                                                                   |                                             |                                             |                                                      |                                             |                                           |                                           |                                           |                                           |        |        |        |        |  |  | Jan van der Loo ou Jean Marie Floris Van der Loo 1908-1978 Peintre |                                                 |                                                 |                                                 |                                                 |                                                 |  |  |  |  |                                       |                                       |                                       |                                       |                                       |                                       |  |  |  |  |  |  |  |  |  |  |  |  |  |  |  |  |  |  |  |  |

## Biographies[n 1],[n 2].

### Branche primaire de la famille Van Loo
Première génération :
- Charles van Loo: Désigné comme étant le père de Jan Loo  ou  Johannes Van Loo. Son activité, ses dates de naissance et de décès ne sont pas mentionnées, mais on peut le situer dans le XVIe siècle. Issu lui-même d'une famille non définie se divisant en deux branches distinctes[1].

Deuxième génération
- Jan Loo  ou  Jean ou Johannes Van Loo: Né vers 1585 à Sluys.  XVIe siècle Hollandais. Peintre de genre. Fils de Charles van Loo et fondateur de la dynastie des célèbres peintres. Il vit à Sluys puis à Bruges. On lui connait une Réunion de joueurs et de buveurs gravée par Houbrake. Johannes Van Loo figure dans la gilde de Delft en 1657. Un Victor Van Loo est l'élève de Pietre Van Nispen à Anvers. Un Henry Van Loo est l'élève de Gerard de Clève en 1554[1].

Troisième génération

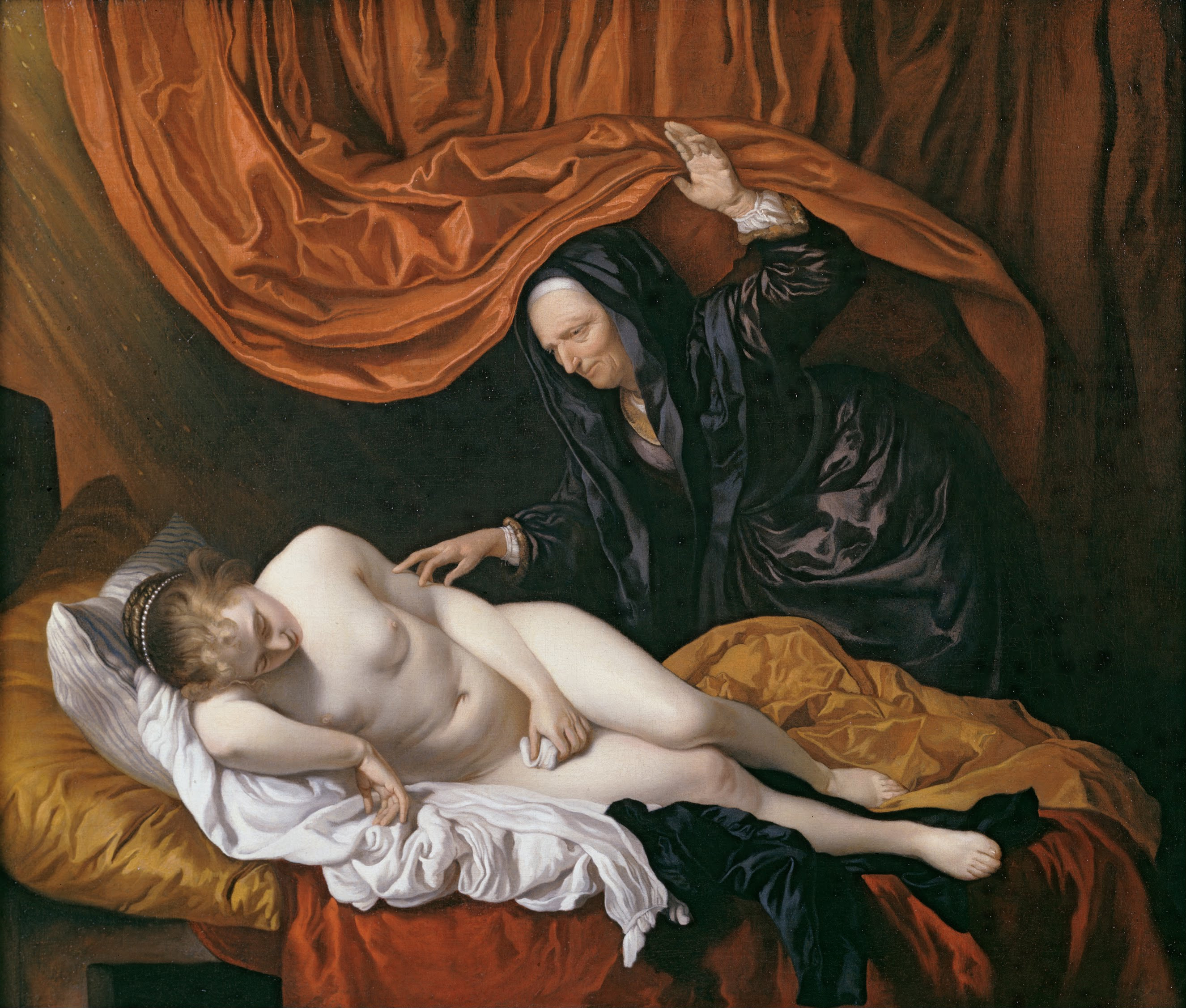

- Jacob van Loo: Né vers 1614 à Sluys (Province de Flandre-Orientale). Mort le 27 novembre 1670 à Paris. Hollandais. XVIIe siècle. Peintre de compositions mythologiques, sujets allégoriques, scènes de genre, portraits. Élève de son père Jan ou Jean ou Johannes Van Loo. En 1635, il travaille pour le collectionneur Maerten Cretzer et s'installe à Amsterdam en 1642 où il reçoit le droit de cité en janvier 1652 et épouse la sœur du peintre Martinus Lengele (1604-1668). Il forme son élève Eglon van der Neer. En 1658-1659, il peint les Régents de Haarlem. En 1662, il vient à Paris et entre à l'Académie l'année suivante. Jacob est connu pour ses portraits en adoptant le style de Rembrandt et de Van der Helst. Son fils, ses petits-fils et arrière-petits-fils sont considérés comme des peintres français[2],[3].

Quatrième génération

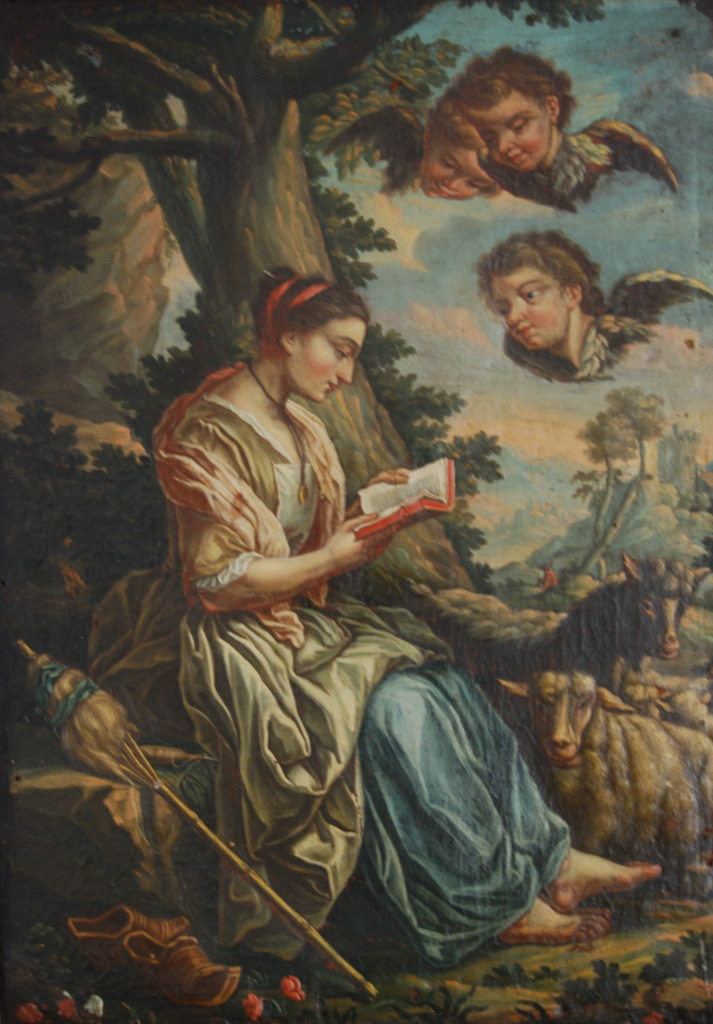

- Louis-Abraham: Né vers 1656 à Amsterdam. Mort en 1712 à Nice. XVIIe – XVIIIe siècles. Hollandais. Peintre de fresques. Fils et  élève de son père Jacob Van Loo, il vient à Paris avant son père et entre à l'École de l'Académie royale où il réussit à merveille en remportant un premier prix. À la suite d'un duel alors interdit, il fuit Paris pour s'installer à Nice. Lors d'un séjour à Aix, il s'y marie et a trois fils artistes: Jean-Baptiste, Joseph et Carle[2],[4].

Cinquième génération

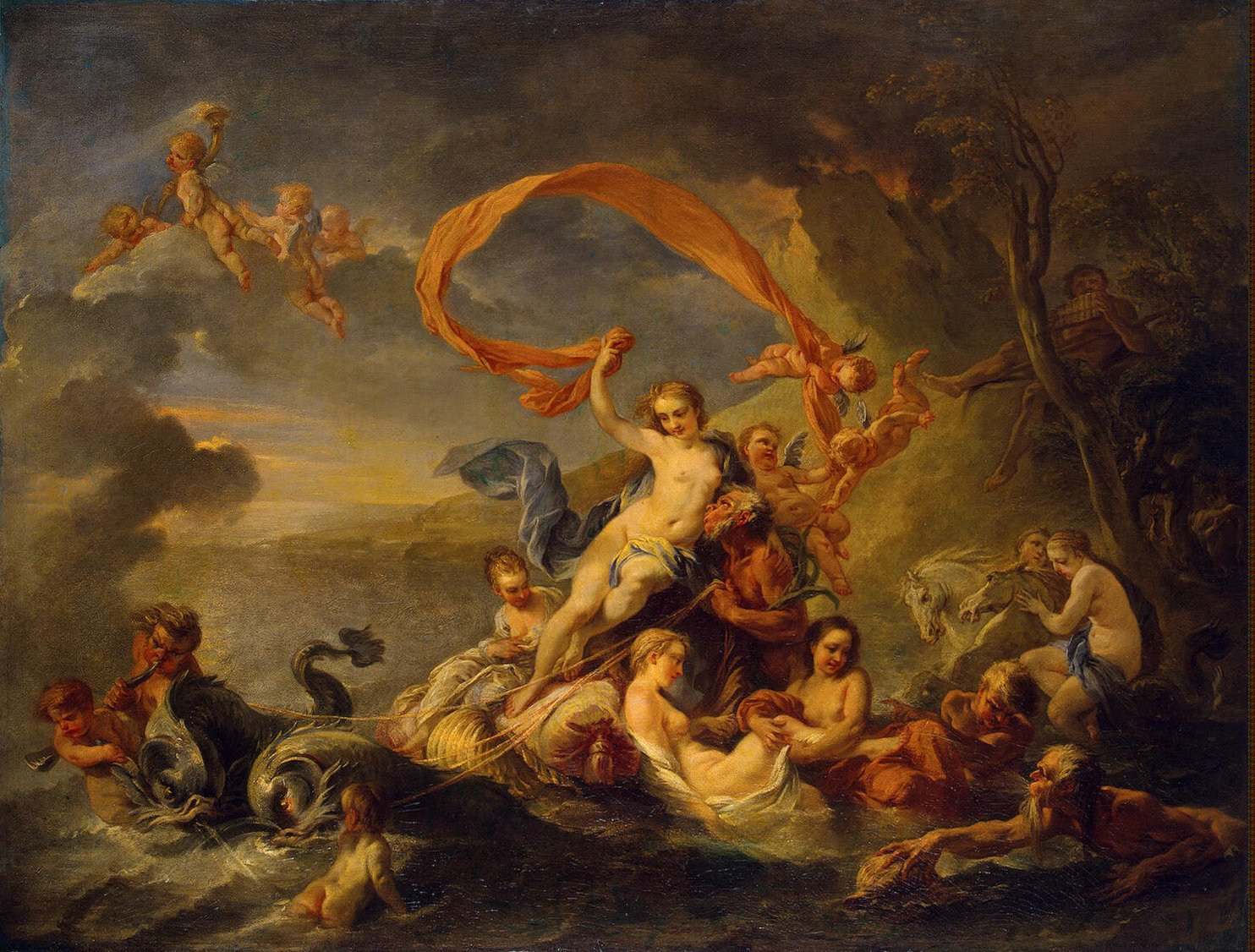

- Jean-Baptiste van Loo: Né le 11 janvier 1684 à Aix-la-Chapelle. Mort le 19 septembre 1745 dans cette même ville. XVIIe – XVIIIe siècles. Français. Peintre d'histoire, sujets allégoriques, scènes de genre portraits, pastelliste. Fils aîné et élève de Louis Van Loo. En 1706, il se rend à Toulon pour examiner les sculptures de Pierre Puget. Il peint deux tableaux qui contribuent à son renom et épouse Marguerite Lebrun, la fille d'un avocat de la ville. Il peint des portraits. En 1707, il quitte Toulon assiégé par le duc de Savoie, pour Aix-en-Provence où il peint pour plusieurs églises, et, en 1712, part retrouver son père à Nice. Il est le père de Louis-Michel Van Loo[5],[1].
- Joseph van Loo ou Vanloo : Né probablement à Nice après 1684, date de naissance de son frère aîné, Jean-Baptiste et, fils de Louis Van Loo. XVIIe – XVIIIe siècles. Graveur travaillant à Paris où il est cité de 1703 à 1740. Il grave des sujets de genre, notamment d'après Nicolas Vleughels, Jan Miel et Giuseppe Castiglione[4].

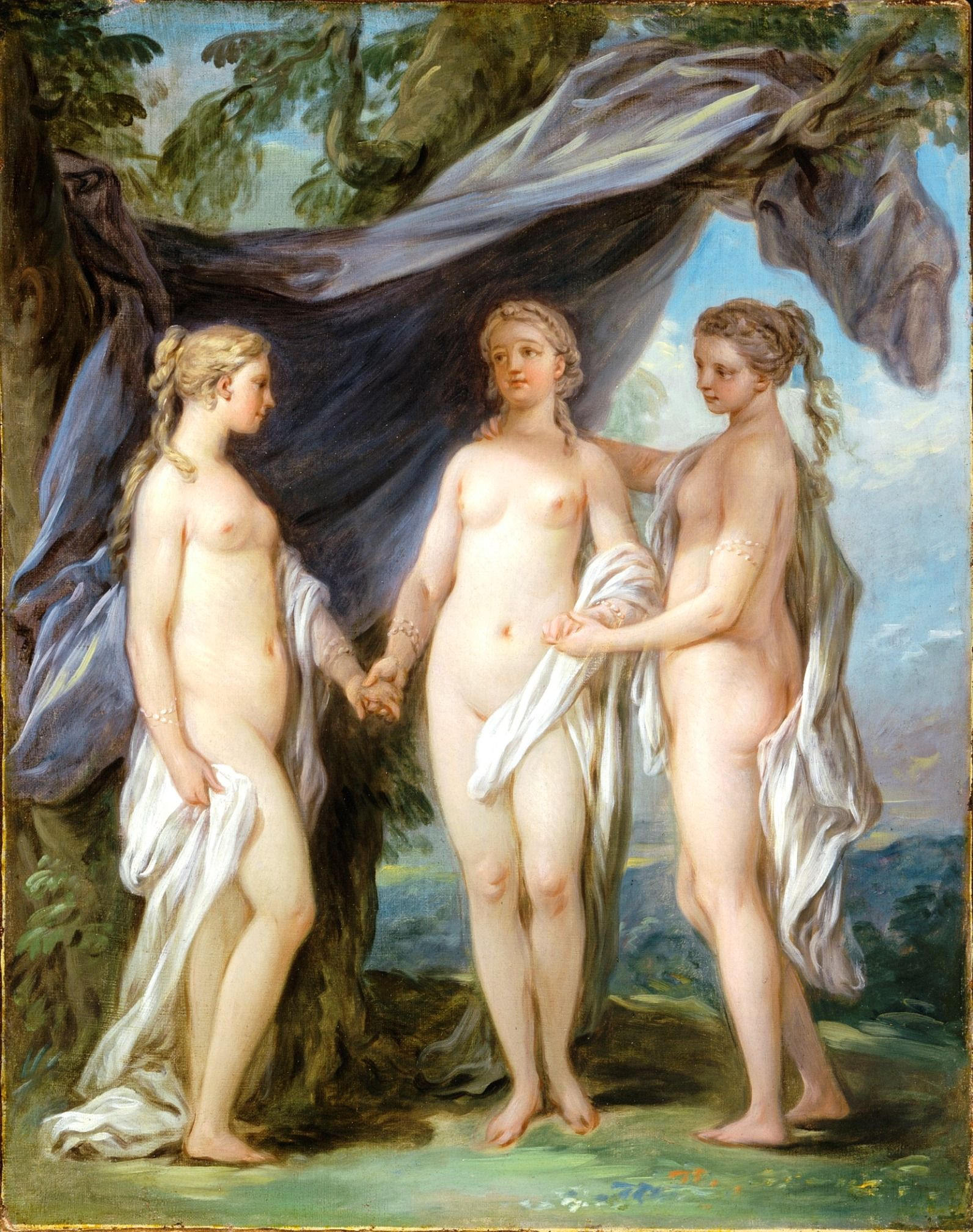

- Charles André van Loo, dit Carle Van : Né le 15 février 1705 à Nice. Mort le 15 juillet 1765 à Paris. XVIe siècle . Français. Peintre d'histoire, scènes mythologiques, sujets religieux, genre, portraits, pastelliste, graveur, dessinateur. Second fils de  Louis Abraham Van Loo. À la mort de son père, Carle a sept ans. Son frère Jean Baptiste le recueille, l'élève, l'instruit et l'emmène avec lui dans ses voyages. À neuf ans il est placé chez Benedetto Luti puis, chez le sculpteur Heinrich Gros ( XVIIe – XVIIIe siècles) où il apprend à sculpter le bois et la pierre. En 1719, il suit à Paris les cours de l'Académie royale et obtient sa première médaille de dessin en 1723. Dès cette date, il aide son frère en ébauchant ses tableaux, peignant les draperies et les accessoires[6],[7],[8],[9],[10].
- Sixième génération:
- François van Loo ou Van Loo : Né le 8 novembre 1708 à Aix. Mort le 8 juillet 1732 à Turin. XVIe siècle. École flamande. Peintre français. Pensionnaire de l'Académie de France à Rome pendant cinq ans. Une Galathée de sa main est achetée en 1777 pour le cabinet du roi[3].

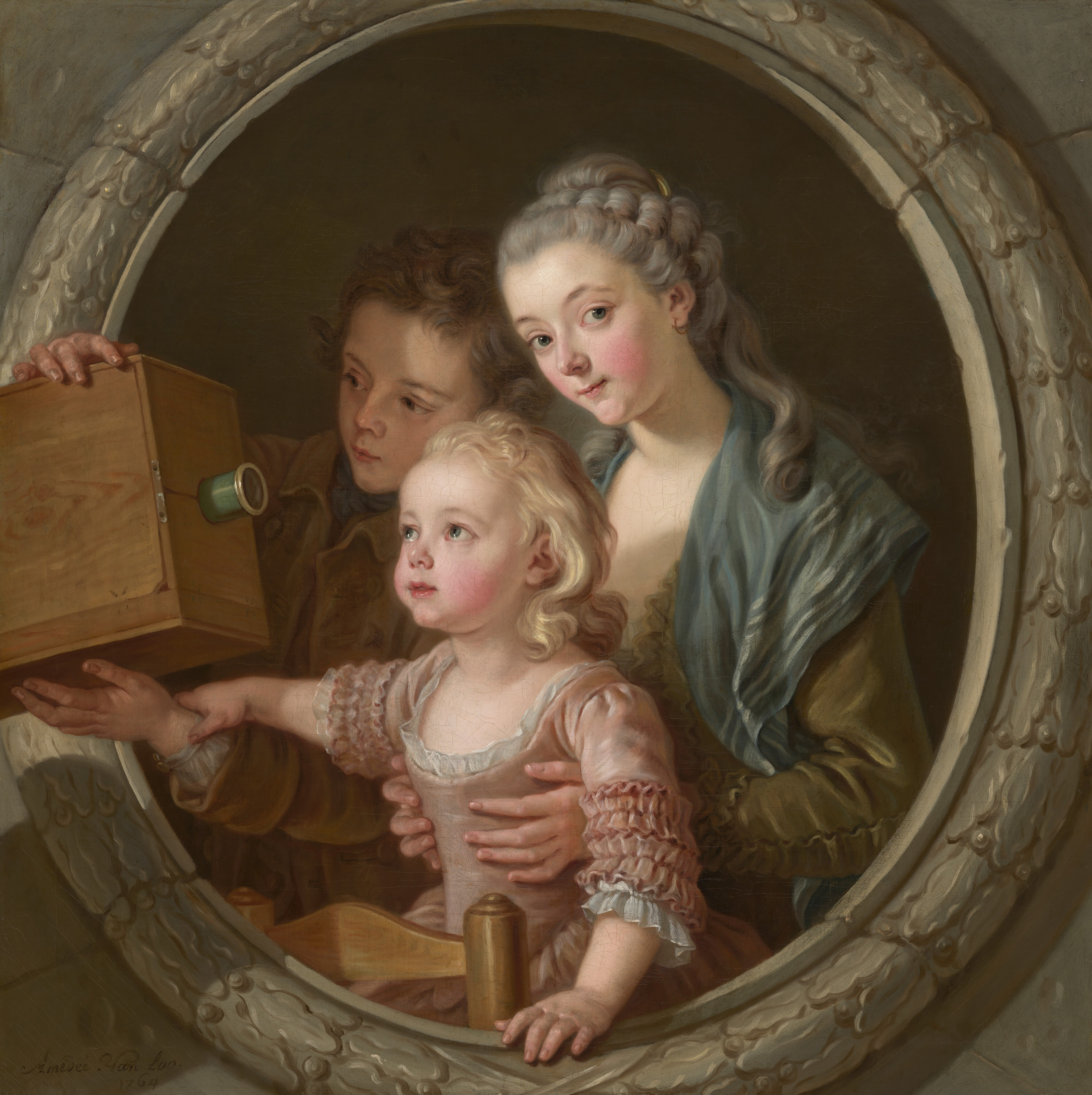

- Charles Amédée Philippe van Loo ou Louis Amédée Van Loo dit, Van Loo de Prusse: Né en 1719 à Turin. Mort en 1795 à Paris. XVIIIe siècle. Français. Peintre d'histoire, scènes mythologiques, genre, portraits. Fils et élève de Jean-Baptiste Van Loo. Académicien le 30 décembre 1747, adjoint à professeur le 5 juillet 1770 et adjoint à recteur le 30 janvier 1790. Il est le premier peintre du roi de Prusse. Il expose au Salon de Paris de 1747 à 1785[5],[7],[11].

Il est probable que le peintre Louis Amédée Van Loo fils, cité dans les archives du Louvre comme ayant exécuté des copies du portrait du roi, de Duplessis, soit le fils de  Charles Amédée Van Loo,. 

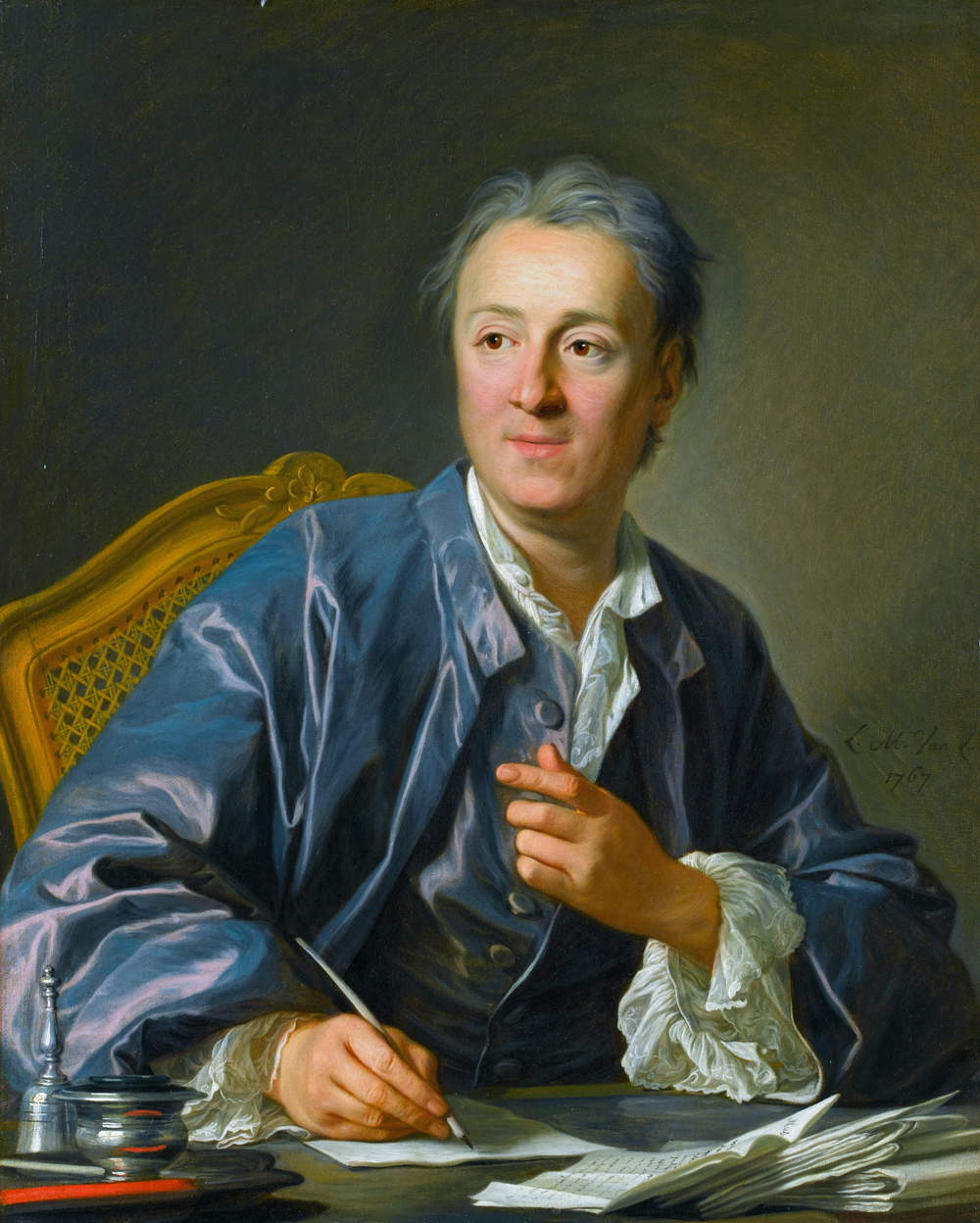

- Louis-Michel van Loo: Né en 1707 à Toulon. Mort le 20 mars 1771 ou 1775 à Paris. XVIIIe siècle. Peintre d'histoire, portraits. Fils et élève de Jean-Baptiste Van Loo et neveu de Carle : Après avoir travaillé à Rome, il revient à Paris où il est reçu académicien en 1733. À la mort de Jean Ranc, portraitiste à la Cour d'Espagne, le roi Phillipe V le nomme premier peintre et lui fait obtenir de Louis XV, le cordon de Saint Michel. Il reste en Espagne de 1736 à 1753. À la mort du roi d'Espagne il revient à Paris, peint le portrait de Louis XVvêtu des habits de l'Ordre du Saint-Esprit et succède à son oncle Carle comme directeur de l'École des élèves protégés. Il expose au Salon de Paris de 1753 à 1769[5],[4],[12].

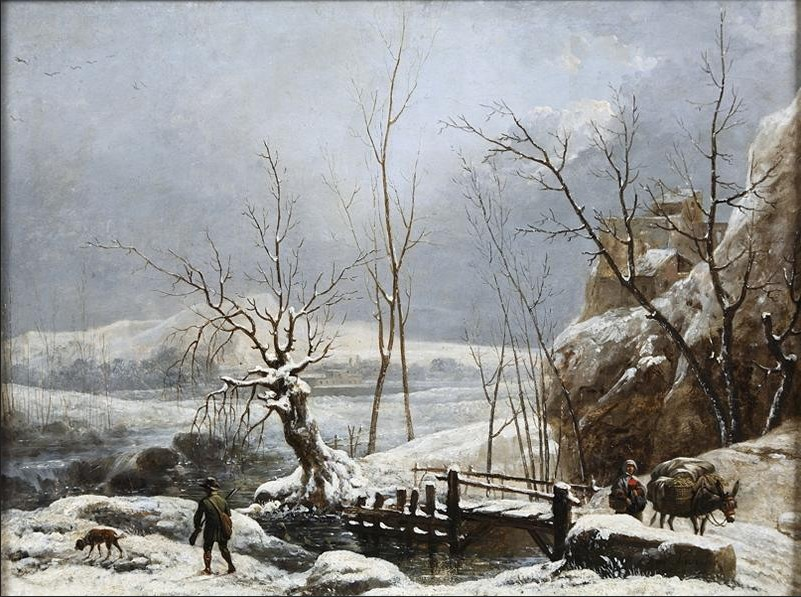

- Jules-César-Denis van Loo: Né en 1743 à Paris. Mort le premier juillet 1821 dans cette même ville. XVIIIe – XIXe siècles Français. Peintre de paysages. Fils et élève de Carle Van Loo, il est reçu académicien le 30 octobre 1784. Il expose au Salon de Paris entre 1784 et 1817. Il vit à Turin de 1791 à 1794[4].

Septième génération:
- Louis Amédée van Loo fils : Fils de  Charles Amédée van Loo selon les archives du Louvre. Peintre de portraits des XVIIIe – XIXe siècles[5]

### Branche secondaire de la famille Van Loo

#### Biographies descendantes duXVIeauXXesiècle
- Pierre Van Loo: XVIe siècle. Actif à Gand. École flamande. Sculpteur, on cite de sa main un crucifix pour le portail du cimetière de Saint-Jacques à Gand[13].
- Arnould van Loo XVIe siècle. Actif à Gand. École flamande. Sculpteur[14].
- François van Loo ou Loy ou Verloy : Mort après 1654. XVIe au XVIIe siècles. Actif à Malines. École flamande, sculpteur. Maître en 1607. Le Musée National de Berlin conserve de lui trois statuettes de bois Le Christ et deux Apôtres[3].
- Florimond Van Loo: Né en 1823 à Gand. XIXe siècle. Belge. Lithographe. Élève de Van der Haert[3].
- Ernest Van Loo: Né en 1824. Mort en 1860 à Gand. XIXe siècle. Hollandais. Peintre, décorateur et portraitiste[3].
- Sophie Adèle Van Loo: Née le 20 mars 1827 à Paris. Morte le premier septembre 1869 à Paris. XIXe siècle. Française. Dessinatrice[13].
- Fritz Van Loo: Né en 1871 à Gand. Mort en 1957. XIXe – XXe siècles. Peintre belge de portraits, d'intérieurs et de paysages. Postimpressionniste. Élève de Louis Tytgadt et de Jean Delvin (1853-1922) à l'Académie royale des beaux-arts de Gand où il  devient conservateur de 1821 à 1936[3].

- Marten Van der Loo ou Martien: Né le 21 décembre 1880 à Mortsel. Mort le 19 mai 1920 à Anvers. Belge. XIXe – XXe siècles. Peintre de paysages, architecture, graveur. Père de Jean-Marie Floris Van der Loo. Il poursuit ses études auprès de Frans Lauwers (1854-1931) et Frans Van Leeputten (1850-1914) à l'Académie royale des beaux-arts d'Anvers[13].

Bibliographie : In ; Dictionnaire biographie illustré Des Artistes belges depuis 1830, Arto, Bruxelles, 1987.
- Jan Van der Loo ou Jean-Marie Floris Van der Loo : Né le 9 novembre 1908 à Bouchout (Anvers). Mort le 26 juillet 1978 à Saint-Marsal (Pyrénées-Orientales). XXe siècle. Belge. Peintre. Polymorphe. Fils de Marten Van der Loo, il fait ses études à l'Académie royale des beaux-arts d'Anvers et de l'Institut Supérieur des Beaux-Arts d'Anvers et, en particulier de Isidore Opsomer. Il participe à des expositions collectives en Belgique, en France au Salon des artistes français où il remporte une médaille d'or en 1953, en Espagne, au Portugal, en Suisse. De 1935 à 1977, il expose individuellement de nombreuses fois en Belgique, Hollande, Luxembourg, en France, Allemagne, Espagne, etc. Professeur de l'Académie d'Anvers de 1938 à 1945. Jusqu'en 1940, il pratique une technique impressionniste, se rattache à l'intimisme jusqu'en 1945, puis évolue définitivement au surréalisme[1].